# Különbségek a spanyol és olasz nyelv között
Az e nyelvekben kevésbé jártasak számára is gyakran feltűnik az olasz és a spanyol nyelv közti hasonlóság, amely a közös gyökereken kívül (hiszen mindkettő újlatin nyelv) legfőképpen a nagyon hasonló hangrendszerre, azon belül is a magánhangzórendszerre vezethető vissza. Ennek ellenére vannak a két nyelv között markáns különbségek, amelyek – éppen a fonetikai hasonlóság miatt – megtévesztőek lehetnek, ezek főleg az eltérő szóhasználatban, illetve a nyelvtanban mutatkoznak (például a többes szám képzése).
A két nyelv között egyértelműen kimutatható a kölcsönös érthetőség, ám ennek foka egyénenként változó, és számos tényezőtől függ (az egyén nyelvérzéke, műveltsége, illetve a szövegkörnyezet). E tényezők alapján előfordulhat akár a szinte tökéletes kölcsönös érthetőség, illetve ennek szöges ellentéte. Összességében viszont kijelenthető, hogy az átlag spanyol és olasz beszélő nagy mértékben megértik egymást a legegyszerűbb szövegkörnyezetekben.
Az Ethnologue 82%-os szókincsbeli egyezést ad meg, amely már kellőképpen alacsony ahhoz, hogy megértési nehézségeket okozzon két nyelvváltozat között. (Az Ethonologue a 85%-os szókincsbeli egyezést tekinti annak a határvonalnak, amely felett két nyelvváltozat nyelvjárásnak is tekinthető lenne.)

## Történeti áttekintés
Mindkét nyelv a vulgáris latinból származik, mely a Római Birodalom lakosságának ténylegesen beszélt nyelve volt, és az i. e. 3–2. század környékén, Róma terjeszkedése folytán különült el az irodalmi (írott) latin nyelvtől, amely megpróbálta konzerválni a latin klasszikus formáját, teljesen figyelmen kívül hagyva a nyelv idővel történő változásait.
Még a 7. század körül sem beszélhettünk kikristályosodott olasz vagy spanyol nyelvről, csak a beszélt latin nyelv területi változatairól, amelyek között még a kölcsönös érthetőség magas foka állt fenn, s a beszélők sem voltak tudatában annak, hogy valójában már nem latinul, hanem egy formálódó újlatin nyelven beszéltek. Azonban a nyelvek fejlődési iránya már ekkor teljesen külön pályára került: a birodalom adminisztrációjának felbomlása miatt megszakadtak a kereskedelmi kapcsolatok és a népbeáramlás a többi latin nyelvű térségből is. Bár az itáliai és hispániai latin nyelv valamennyire mindig is különbözött egymástól, az igazi külön nyelvvé válás innentől indult be.

## Hangtani különbségek

### Magánhangzók
Mindkét nyelv sztenderd változatára jellemző, hogy az öt magánhangzót (a, e, i, o, u) minden helyzetben – még hangsúlytalanul is – egyformán és tisztán artikulálják. Míg azonban a sztenderd spanyol minden helyzetben csak ezt az öt magánhangzót ismeri, addig a sztenderd olasz hangsúlyos szótagban megkülönböztet nyílt [ɛ] és zárt [e] hangot, valamint nyílt [ɔ] és zárt [o] hangot, amelyeknek jelentésmegkülönböztető szerepe is lehet (pl. e ’és’ / è ’van’; perché ’mert’ / perchè ’miért’; stb.), bár a különbség ma már halványul.
Mindkét nyelvre jellemző, hogy a latin nyílt – eredetileg rövid – ĕ-ből és ŏ-ból hangsúlyos szótagban kettőshangzó lett (ĕ > olasz és spanyol ie; ŏ > olasz uo [wɔ], spanyol ue). A spanyolban azonban ez sokkal elterjedtebb, mint az olaszban, ahol a diftongáció csak nyílt szótagban ment végbe, zárt szótagban megmaradt a nyílt e és o: lat. nŏvum > sp. nuevo, ol. nuovo; lat. pŏrta > sp. puerta, de ol. porta; lat. venit > sp. és ol. viene; lat. certum > sp. cierto de ol. certo.
Gyakori, hogy az olaszban o-t találunk ott is, ahol a spanyolban u áll, illetve ugyanez igaz az e és i esetében is: lat. mundum > sp. mundo, ol. mondo; lat. secundum > sp. segundo, ol. secondo; lat. ille > sp. el, ol. il; lat. de > sp. de, ol. di; stb.

### Mássalhangzók
A hangtani különbségek főleg a mássalhangzórendszerben mutatkoznak, amelyben az olasz sokkal konzervatívabb, mint a spanyol. Az óspanyol mássalhangzórendszer még nagyon hasonló volt az olaszéhoz, azonban a 16–17. században végbement hangváltozás következtében lényegesen leegyszerűsödött, s így eltávolodott a többi újlatin nyelv hangrendszerétől. A különbségek főleg a sziszegőhangokban mutatkoznak. Az olasz az alábbi sziszegőhangokat ismeri:
- [s] (s) – [z] (-s-)
- [t͡sː] (z) – [d͡zː] (z)
- [t͡ʃ] (ce, ci) – [d͡ʒ] (ge, gi)
- [ʃ] (sce, sci)

Ugyanez a rendszer még megvolt az óspanyolban is, azzal a különbséggel, hogy [d͡ʒ] helyett [ʒ] hangot ejtettek (bár történetileg nem pontosan feleltethető meg ez az olasz hangrendszernek). A mai spanyolban mindössze [s] (s, ce/ci, z), [θ] (c, z: csak Spanyolországban) és [t͡ʃ] (ch) hangokat találunk.
Nyelvtörténeti különbség, hogy míg az olaszban a latin palatális [kʲ] hang [t͡ʃ]-ként, a [tʲ] pedig [t͡s]~[d͡z]-ként folytatódott, tehát a különbség ilyen formában fennmaradt, addig az óspanyolban mindkét hang folytatása [t͡s]~[d͡z] volt, amely később [θ] hanggá alakult Spanyolországban, illetve az [s] hanggal olvadt össze a nyelvterület többi részén (pl. lat. cælum > ol. cielo [ˈt͡ʃɛːlo], sp. cielo [ˈsjelo] vagy [ˈθjelo]; lat. cantionem > ol. canzone [kanˈt͡soːne], sp. canción [kanˈsjon] vagy [kanˈθjon]). Az olasz [d͡ʒ] hangnak – mely a latin [j], [dj] és [gj] folytatása – a spanyolban néhol [j] (i, y), néhol [x] (ge, gi, j) felel meg (pl. lat. plagĭa > ol. spiaggia [ˈspjad͡ʒːa], sp. playa [ˈplaja]; lat. gentem > ol. gente [ˈd͡ʒente], sp. gente [ˈxente]).
További különbségek, hogy az olaszban a mássalhangzók előfordulhatnak kettőzve is (ezek sokszor eltérő latin hangok hasonulásából jöttek létre), ami a spanyolban korlátozott, ahol csak az -rr- és az -nn- fordul elő kettőzve, jelentésmegkülönböztető szereppel (az ll külön hangot jelöl). A latin -p-, -t-, -[k]- magánhangzók közötti helyzetben a spanyolban gyakran zöngésült (caput > cabo, vita > vida, aqua > agua), az olaszban rendszerint nem (capo, vita, acqua), de vannak kivételek (pl. lacum > lago).

## Nyelvtani különbségek(Diferencias gramaticales / Differenze grammaticali)

### A többes szám képzése(Formación del plural / Formazione del plurale)
A spanyol és az olasz közötti egyik legsarkalatosabb különbség a többes szám képzésében jelentkezik. Míg az előbbi a latin tárgyesetű alakból képzi a többes számot, addig az utóbbi a latin o- és a-tövű szavak alanyesetű többesszámképzését terjesztette ki az összes formára.
|           | latin        | olasz  | spanyol |
| --------- | ------------ | ------ | ------- |
| alanyeset | -i, -ae, -es | -i, -e | -(e)s   |
| tárgyeset | -(e)s        | -i, -e | -(e)s   |

Így például a latin casa, casae alakoknak az olaszban casa, case, a spanyolban casa, casas; a latin amorem, amores alakoknak az olaszban amore, amori, a spanyolban amor, amores felelnek meg.
| Példák a többes szám képzésére | Példák a többes szám képzésére | Példák a többes szám képzésére | Példák a többes szám képzésére | Példák a többes szám képzésére | Példák a többes szám képzésére | Példák a többes szám képzésére |
| latin                          | latin                          | olasz                          | olasz                          | spanyol                        | spanyol                        | jelentés                       |
| egyes                          | többes                         | egyes                          | többes                         | egyes                          | többes                         | jelentés                       |
| ------------------------------ | ------------------------------ | ------------------------------ | ------------------------------ | ------------------------------ | ------------------------------ | ------------------------------ |
| capra (nom.) capram (acc.)     | caprae capras                  | capra                          | capre                          | cabra                          | cabras                         | ’kecske / kecskék’             |
| murus (nom.) murum (acc.)      | muri muros                     | muro                           | muri                           | muro                           | muros                          | ’fal / falak’                  |
| pars (nom.) partem (acc.)      | partes                         | parte                          | parti                          | parte                          | partes                         | ’rész / részek’                |
| latro (nom.) latronem (acc.)   | latrones                       | ladrone                        | ladroni                        | ladrón                         | ladrones                       | ’tolvaj / tolvajok’            |
| actrix (nom.) actricem (acc.)  | actrices                       | attrice                        | attrici                        | actriz                         | actrices                       | ’színésznő / -nők’             |

### A névelő(El artículo /  L’articolo)
Az olasz és spanyol határozatlan névelők formája és használata közt nincs jelentős különbség. Ezzel ellentétben a határozott névelők bizonyos helyzetekben félreértésre adhatnak okot, illetve többes számú, összevont alakjaik teljesen idegennek tűnhetnek a két nyelv beszélői számára, bár mindegyikük a latin ille mutató névmás deklinált formáiból származik. A spanyol nyelvben léteznek hímnemű (el, los), nőnemű (la/el, las) és semlegesnemű (lo) névelők, míg az olasz az előbbi kettőt, a hímnemet (il/lo/l’, i/gli) és a nőnemet (la/l’, le) ismeri csak. Ez azzal magyarázható, hogy a latinban az eredetileg semlegesnemű főnevek beleolvadtak a hímneműek vagy nőneműek csoportjába mindkét nyelv esetében, azonban a spanyol megtartotta a semleges nemű alakokat a határozott névelő (lo), a személyes névmás (ello, lo), a mutató névmás (esto, eso, aquello), valamint néhány határozatlan névmás (algo, nada, cuanto, tanto stb.) esetén, a meghatározatlan dolgok jelölésére. A semlegesnemű határozott névelő a spanyolban a melléknevek, illetve mondatrészek főnevesítésére szolgál.
- Az olasz névelők egyeznek számban és nemben az általuk kijelölt névszókkal, az alábbi szabályok szerint:
  - lo használatos minden hímnemű szó esetében, melynek a kezdőhangja s+mássalhangzó, z, gn, ps, pn, x vagy y/i+magánhangzó; minden más esetben az il használatos.
  - l’ használatos minden egyes számú (hím- és nőnemű), magánhangzóval kezdődő szó előtt.
- A spanyolban is egyeznek a névelők az általuk jelzett szóval nemben és számban, de mindössze egyetlen mondatfonetikai alakváltozat létezik, mégpedig a hangsúlyos [a]-val (amely írásban lehet a-, ha-, illetve á-, há-) kezdődő egyes számú nőnemű főnevek előtt a la névelő el (< lat. illa) alakra vált. Ez azonban csak azonos alakú a hímnemű el (< lat. ille) névelővel, nem tévesztendő össze vele.

|         | egyes szám  | egyes szám | egyes szám | többes szám | többes szám |
| hn.     | nn.         | sn.        | hn.        | nn.         |             |
| ------- | ----------- | ---------- | ---------- | ----------- | ----------- |
| olasz   | il, lo (l’) | la (l’)    | –          | i, gli      | le          |
| spanyol | el          | la (el)    | lo         | los         | las         |

| példák   | példák              | példák              | példák                  | példák                      |
| -------- | ------------------- | ------------------- | ----------------------- | --------------------------- |
| olasz    | la casa / le case   | il gatto / i gatti  | lo stato / gli stati    | l'italiano / gli italiani   |
| spanyol  | la casa / las casas | el gato / los gatos | el estado / los estados | el italiano / los italianos |
| jelentés | a ház/házak         | a macska/macskák    | az állapot/állapotok    | az olasz/olaszok            |

#### A határozott névelőkkel összevont elöljárószók (Preposizioni articolate)
A spanyolban csak az a és a de elöljárószók vonhatók össze az el névelővel. Így az al (a + el) és a del (de + el) alakokat kapjuk. Az olaszban az a, di, da, in, su elöljárószók a határozott névelő összes alakjával összevonhatók, például alla (a + la), del (di + il), dagli (da + gli), nelle (in + le), sui (su + i).

### A létigék használata
A spanyolban két létigét is számon tartanak, ezek a ser és az estar. Az olaszban a létige csak az essere. Létezik az olaszban is a stare ige, azonban ennek használata jóval szűkebb körű, mint a spanyol estar igéé. Az olasz a stare igét a hogylét kifejezésére (Sto bene - jól vagyok), illetve valamilyen helyen maradás, ott tartózkodás kifejezésére használja. A spanyol ezzel szemben az estar igét sok olyan esetben is használja, amikor az olaszban az essere ige áll.

### Az olaszquellomutató névmás ésbellomelléknév jelzői használata
Az olaszban ez a két szó a határozott névelő végződését veszi fel, ha (jelzős) főnév áll utána. A quello alakjai: quel, quello, quella, quell', quei, quegli, quelle. A bello alakjai: bel, bello, bella, bell', bei, begli, belle. A spanyolban ezek megfelelőinek alakjai szokásosak, nem igazodnak az utánuk álló szó kezdőhangjához (aquello, aquella, aquellos, aquellas és bello, bella, bellos, bellas).